# Pueblos túrquicos

Número de hablantes nativos de la familia de las lenguas túrquicas.

Los pueblos túrquicos  o túrcicos del norte y el centro de Eurasia son pueblos que hablan lenguas de la familia túrquica, y que comparten varios rasgos históricos y culturales en diferentes grados. El vocablo «túrquico» representa una caracterización lingüística muy amplia y no necesariamente una caracterización étnica. En cambio, «turco» representa generalmente a los ciudadanos de Turquía. 
Las lenguas túrquicas son una de las más ampliamente extendidas en el mundo, ya que se hablan en una vasta región que va desde Europa hasta Siberia, incluyendo las sociedades existentes como: turcos, azeríes, chuvasios, kazajos, tártaros, kirguises, cosacos, turcomanos, uigures, uzbekos, baskirios, kashgai, gagauzos, yakutos, karaites, crimchacos, caracalpacos, karacháis, balkarios, nogayos; así como civilizaciones del pasado tales como los köktürks, cumanos, kipchaks, ávaros, protobúlgaros, turgesh, jázaros, selyúcidos, turcos otomanos, mamelucos, la dinastía timúrida y probablemente los hunos y los xiongnu.

## Distribución geográfica
Los pueblos túrquicos tienen muchas ramas y su población total es de alrededor de más de 200 millones de miembros. Aproximadamente la mitad son turcos de Turquía, que en su mayor parte habitan en el mismo país y en las áreas dominadas antiguamente por el Imperio otomano en Europa oriental, el norte de África y el Oriente Próximo. La otra mitad de los túrquicos se encuentra en Asia Central, Rusia, el sur del Cáucaso y el noroeste de Irán.
En la actualidad, hay seis países túrquicos independientes: Azerbaiyán, Kazajistán, Kirguistán, Turkmenistán, Turquía y Uzbekistán. La República Turca del Norte de Chipre solo es reconocida por Turquía y Najicheván es una región autónoma de Azerbaiyán. Existen varias repúblicas autónomas de etnia túrquica y regiones gobernadas por los túrquicos en Rusia: Altái, Baskortostán, Chuvasia, Jakasia, Karacháyevo-Cherkesia, Kabardino-Balkaria, Tartaristán, Tuvá y Yakutia. No obstante, la etnia que representa cada república no siempre es mayoritaria.
Hay otras dos regiones autónomas túrquicas importantes: la Región Autónoma Uigur de Xinjiang (también conocida como Turquestán Oriental) en el poniente de China, la república autónoma de Karakalpakia en el oeste de Uzbekistán, y la región autónoma de Gagauzia, situado en Moldavia oriental. Además, hay varias regiones túrcicas no reconocidas en Irán y partes de Irak, Afganistán, Pakistán y Tayikistán.
Hungría es en ocasiones incluida como parte de las naciones túrquicas por razones históricas, étnicas y lingüísticas, y es parte del Consejo de Cooperación de los Estados de Habla Túrquica como observador.